# Sikorski-Gletscher (Grahamland)
Der Sikorski-Gletscher ist ein Gletscher an der Danco-Küste des Grahamlands auf der Antarktischen Halbinsel. Er mündet nördlich des Charles Point in die Hughes Bay.
Luftaufnahmen der Falkland Islands and Dependencies Aerial Survey Expedition (1956–1957) dienten dem Falkland Islands Dependencies Survey der Kartierung. Das UK Antarctic Place-Names Committee benannte ihn 1960 nach dem russisch-US-amerikanischen Luftfahrtpionier Igor Iwanowitsch Sikorski (1898–1972), Gründer der Sikorsky Aircraft Corporation, der ab 1909 an der Entwicklung von Hubschraubern gearbeitet hatte.